# Abadia de Bobbio
L'abadia de Bobbio, en italià Abbazia di San Colombano, és un monestir fundat pel sant irlandès Columbà l'any 614, al voltant del qual va créixer la ciutat de Bobbio, a Piacenza, a la regió d'Emília-Romanya. Està dedicat a Sant Columbà i fou un important centre de resistència contra l'arrianisme a l'alta edat mitjana, així com una de les biblioteques més grans de la seva època. L'abadia fou dissolta per l'administració francesa el 1803, tot i que molts dels seus edificis continuaren en ús amb altres funcions.

## Història

### Fundació
El rerefons per a la fundació de l'abadia fou la invasió llombarda d'Itàlia l'any 568. El 590 el rei llombard Agilulf va casar-se amb la princesa Teodelinda de Baviera, devota catòlica que influí amb Sant Columbà en la seva conversió al catolicisme. Agilulf concedí aleshores al sant irlandès una església arruïnada a Ebovium, propietat de la Santa Seu abans de la invasió llombarda. A Columbà li agradà aquest emplaçament atès que, tot i que era un missioner entusiasta, preferia la soledat per als seus monjos. Vora aquesta petita església, dedicada a Sant Pere, Columbà hi erigí un petit monestir, que adoptà la regle de Sant Columbà, basada en les pràctiques monàstiques del cristianisme irlandès.

### Segle VII
Sant Columbà fou enterrat el 23 de novembre de 615, però fou succeït per personatges com Sant Atal de Bobbio († 627) i Sant Bertulf († 640), que aconseguiren evitar l'apropament del monestir a l'arrianisme imperant sota el regnat de Rotari. Bobbio està íntimament relacionat amb una tradició sobre Arioald, predecessor de Rotari; d'ell se'n diu que ordenà l'assassinat de Sant Bladulf, monjo de Bobbio, perquè li havia negat la salutació per ser arrià. Segons la història, Atala ressuscità Bladulf i alliberà Arioald de la possessió diabòlica patida en càstig pel seu crim, quan després el monarca llombard es convertí al catolicisme.
El 628, quan Sant Bertulf pelegrinà a Roma, el Papa Honori I concedí a Bobbio l'exempció de la jurisdicció episcopal, la qual cosa convertia l'abadia en directament depenent de la Santa Seu. Durant el mandat del seu successor, Bobolen, l'abadia introduí la regla benedictina, en un principi de forma opcional; tanmateix, la major duresa de la regla de Sant Columbà feu que els monjos acabessin optant majoritàriament per la de Sant Benet, i Bobbio s'uní a la Congregació de Montecassino. El 643, per demanda de Rotari i de la reina Gundelberga, el papa Teodor I concedí a l'abat de Bobbio l'ús de la mitra i altres atributs pontificis.
Durant el turbulent segle vii, Bobbio continuà essent un referent per a la fe i la cultura catòlica. Gràcies als esforços dels deixebles de Sant Columbà, un gran nombre de llombards anaren convertint-se a la fe catòlica. Tanmateix, durant la primera meitat d'aquest segle, el territori situat entre Torí i Verona, Gènova i Milà, vivia una situació de caos polític i religiós; àdhuc hi havia idolatria en algunes zones. De fet, no fou fins al regnat de Grimoald I quan el catolicisme es convertí en la religió majoritària dels llombards. A partir d'aleshores, l'arrianisme desaparegué d'occident amb rapidesa.

### A partir delsegleviii
La neboda d'Aripert I, Teodelinda, restaurà al papat totes les possessions de Bobbio que pertanyien per dret a la Santa Seu, restitució confirmada per Aripert II al Papa Joan VII el 707. Els llombards de seguida desposseïren els papes novament, però el 756 Aistulf fou obligat per Pipí I el Breu a tornar les terres. El 774, Carlemany concedí més llibertats a l'abadia i el 1153 Frederic Barba-roja confirmà a l'abadia diversos drets i possessions a través de dos documents.
La fama de Bobbio arribà a Irlanda i molts religiosos irlandesos viatjaren al continent seguint els passos de Columbà. Així doncs, el successor de Bobolen fou Comgall. El bisbe Cummian, que abandonà la seva diòcesi a Irlanda per fer-se monjo a Bobbio, morí a l'abadia l'any 730, segons diu una inscripció que hi ha a l'edifici.

## La seu de Bobbio
El 1014, l'emperador Enric II del Sacre Imperi Romanogermànic obtingué del Papa Benet VIII la concessió a Bobbio d'una seu episcopal. Peter Aldus, el primer bisbe, havia estat abat des del 999 i els seus successors, molts dels quals havien estat monjos, continuaren vivint a l'abadia durant molts anys. A partir del 1133 o 1161, Bobbio passà a dependre de l'arxidiòcesi de Gènova. Ocasionalment hi havia conflictes entre el bisbe i els monjos, i el 1199 Inocenci III emeté dues butlles, donant poders al bisbe per deposar l'abat si ell no l'obeïa.
Els benedictins finalment foren expulsats del monestir per la força durant l'ocupació francesa del 1803, quan quedà suprimida l'abadia.

## La basílica
L'actual basílica de Sant Columbà reemplaçà l'antic edifici en temps del Renaixement. La basílica és de planta de creu llatina amb una nau i dos braços, un transsepte i un absis rectangular. Inclou una pila baptismal del segle ix. La decoració de la nau és obra de Bernardino Lanzani, del segle xvi. La cripta del segle xv guarda el sarcòfag de Sant Columbà, obra de Giovanni dei Patriarchi i d'uns altres dos abats, Sant Atala i Sant Bertulf. També hi ha un mosaic del segle xii amb les històries dels macabeus i el cicle dels mesos.
El campanar, de finals del segle ix, i el petit absis pertanyen a l'edifici romànic original.
El museu de l'abadia compta amb restes de l'època romana, tombes, altars, escultures, i llombarda, capitells i làpides. Acull també un políptic de Bernardino Luini i la col·lecció de Bobbio, la segona més gran del món d'Ampullae de Monza, atuells emprats pels pelegrins des del segle vi.

## Biblioteca
El nucli de la biblioteca de l'abadia estigué format possiblement pels manuscrits portats des d'Irlanda per Columbà, tot i que devien ser pocs, i pels tractats escrits per ell mateix.
Un catàleg de finals del segle ix, publicat per Ludovico Antonio Muratori, mostra que totes les branques del coneixement, humà o diví, estaven presents a la biblioteca. El catàleg consta de més de 600 volums, molts dels quals han desaparegut i la resta acabaren en biblioteques particulars.
El 1616, el cardenal Federico Borromeo se'n dugué per a la Biblioteca Ambrosiana de Milà vuitanta-sis volums, incloent el famós Bobbio Orosius, l'Antiphonarium Benchorense i el Jerònim de Bobbio, un palimpsest de la versió gòtica de la Bíblia realitzada per Úlfila. Uns altres vint-i-sis volums foren lliurats el 1618 pel papa Pau V a la Biblioteca Vaticana. Molts d'altres acabaren a T-orí, on, a més dels que es guarden als Arxius Reials, n'hi havia uns altres setanta-u a la biblioteca universitària, fins al desastrós incenci del 26 de gener de 1904.
Gerbert d'Aurillac, posteriorment Silvestre II, fou abat de Bobbio el 982.